# Georg Krog
Georg Krog, né le 2 juillet 1915 à Bergen et décédé le 3 août 1991 à Drammen, est un patineur de vitesse norvégien.

## Biographie
Aux Jeux olympiques d'hiver de 1936 organisés à Garmisch-Partenkirchen en Allemagne, Georg Krog obtient la médaille d'argent sur le 500 mètres, derrière Ivar Ballangrud. Il a été révélé plus tard que le temps d'Ivar Ballangrud a été sous-évalué d'environ une seconde, ce qui aurait coûté le titre à Krog.

## Palmarès
| Compétition     | Or | Argent       | Bronze |
| Jeux olympiques |    | 1936 (500 m) |        |

## Records personnels
| Distance      | Temps         | Année |
| ------------- | ------------- | ----- |
| 500 mètres    | 42 s 0        | 1939  |
| 1 500 mètres  | 2 min 14 s 9  | 1939  |
| 5 000 mètres  | 8 min 46 s 2  | 1939  |
| 10 000 mètres | 18 min 52 s 4 | 1939  |